# エーエス企画
株式会社エーエス企画（エーエスきかく）は日本の芸能事務所。日本声優事業社協議会会員。主に声優のマネージメントを行っている。2008年6月10日に有限会社から株式会社に変更された。

## 概要
広報担当として妖怪バーチャルYouTuberの猫之目社長が活動している。

## 所属声優
2024年6月時点。

### 男性
| - 呼山紀之 - 髙木謙成 - 濱川真人 - 稲村恵太郎 - 大塚龍之介 - 小川隼 - 吉良賢介 - 玉川恭平 - 間宮智明 - 山神敏史 あ行 - 石川準一 - 犬飼真志 - 大園勇太郎 か行 - 木野泰生 - 熊谷直道 さ行 - 斎藤翔 - 迫田理輝 - 須永哲史 な行 - 中河原奨 は行 - 藤浦豊隆 |

### 女性
| - 倉田葉子 - 石山真理恵 - 猪俣由紀 - 上原栞音（爆音少女症候群Ø） - 小美濃麻衣 - 風村綾乃 - 川瀬ゆう子 - 小場玲奈 - 近藤真衣 - 幕田有里 - 丸山なぎ沙 - 水崎汐美 あ行 - あべえりこ - 伊吹文 - 卯野愛織 か行 - 香川理沙 - かさはらゆかこ - 亀山千鶴 - くまのみどうあや さ行 - 斎藤奈央 - 坂江ゆかり - 汐崎帆南 - 鈴木千景 た行 - 鶴川千恵 - 鶴巻知笑 な行 - 中元瞳 - 野澤敏恵 は行 - 久吉茉莉子 - 藤野茉由 や行 - 山口紫 わ行 - 若原由佳 |

## 過去に所属していた主な声優

### 男性
- 青木強（現所属：アクセント）
- 浅科准平（フリー）
- 朝霧友陽（現所属：アプトプロ）
- 飯田征利
- 池田和良（現所属：オフィス・ティービー）
- 市原将弘（現所属：ぷろだくしょんバオバブ）
- 岡本未来（フリー）
- 影山貴広（現所属：ソレモ）
- 岸本周也（現所属：プロダクション ギウ）
- 小泉豊（フリー）
- 金野潤（現所属：マウスプロモーション）
- 佐藤勝巨（現所属：キャロットハウス預かり）
- 白石充
- 白川周作（現所属：プロダクション・エース）
- 鈴木マコト（引退）
- 鷹崎和宣
- 谷口悠（現所属：Zynchro）
- 南雲武烈
- 林和良（現所属：ケンユウオフィス）
- 原聖
- 深津智義
- 福井信介
- 前島清志（フリー、ポンテ業務提携）
- 松木伸仁（現所属：ドクナーズ・ジャパン）
- 三品建（フリー）
- 三苫紘平（フリー）
- 皆川達也
- 宮下弘充（現所属：三木プロダクション）
- 山崎大志
- 吉崎亮太（現所属：アル・シェア）
- 吉田篤司（現所属：productionAXEL）

### 女性
- 綾瀬マリア（現所属：グリーンノート）
- 浅倉弦希（フリー）
- あべるみ
- 天音凛（爆音少女症候群Ø）
- 有野いく（フリー）
- 飯田奈保美（現所属：キャロットハウス）
- 五十嵐愛子（フリー）
- 小笠原早紀（現所属：賢プロダクション）
- 加良まゆみ（現所属：TABプロダクション）
- カンザキカナリ（フリー）
- 儀武ゆう子（フリー(Breathe Arts業務提携)）
- 久木田かなこ（現所属：エスエスピー）
- 日下部美紀
- 高月梓弓
- 坂元奈月
- 佐倉ゆき（現所属：futurum LLC）
- 佐藤めぐみ
- 清水千恵
- 鈴木美子
- 関根香桜里
- 田内夏子（フリー）
- 月城ひまり（元爆音少女症候群メンバー）
- 寺島愛（現所属：アクロス エンタテインメント）
- 永見はるか（引退）
- 仲村かおり（現所属：リマックス）
- 永山悟久梨
- 二階堂恵（フリー）
- 二宮圭美（引退）
- 野崎紘夢（フリー）
- 羽田由香
- 藤井ゆき（現所属：アスクマネージメント）
- 舩坂泰子
- 松久保いほ（現所属：アーツビジョン）
- 松平美波穂（現所属：futurum LLC）
- 安國愛菜（現所属：ネクシード）
- 山口瑞（現芸名：山口瑞樹、フリー）
- 山名枝里子（現所属：フォレストリンク）
- 若泉絵子（現所属：E-sprinG代表）